# 性とジェンダーの区別
本記事では、生物学上の性（英：sex）とジェンダー（英：gender）の区別について記述する。

## 結論
簡単に言うと、性別は外見的なもの、ジェンダーは内面的なものである。ヒトにおいて性別は母胎内で決まり、生涯を通して変わらない。それに対してジェンダーは内面的性別であり、変化しうるものであり、時に流動的でさえある。
典型的なヒトの性別はXY型性決定システムにより決定され、性染色体（通常は2本）XXは女性、XYは男性である。少数例であるXX男性など、DSDsの存在を考慮した場合、染色体そのものというより性ホルモンの受容体の働きが性分化を司るといえるが、いずれにせよ出生時には性別は決定し、それは生涯を通して変わることはない。
一方ジェンダーは自覚的性別であり(p408)、他者の感知できないものである。他者から判別できないということは偽装が容易であることを意味し、女性を自認する男性が女性用スペース（トイレ・銭湯）に侵入する事例も発生している。

## 概要
通常の会話の中では、性（英：sex）とジェンダー（英：gender）という用語は、同一の意味で使用されることもよくあるが、現代の学術文献では、特に人を指す場合、この用語は明確な意味を持つ。つまり、「性」は一般に生物の生物学的性別を指すが、「ジェンダー」は人の性別に一般的に関連付けられている社会的役割（性別役割）、または内的意識に基づいた自分自身の性別の個人的な識別（ジェンダーアイデンティティ）のいずれかを指す。
現代のほとんどの社会科学者、行動科学者や生物学者、多くの法制度や政府機関、世界保健機関(WHO)などの政府間機関はジェンダーと性を区別している。
ほとんどの人において、性別のさまざまな生物学的決定要因は一致しており、個人の性同一性と一致しているが、状況によっては、個人に割り当てられた性別とジェンダーが一致せず、その人はトランスジェンダーである可能性がある。また、場合によっては、性別の割り当てを複雑にする性的特徴を持っている人や、インターセックスである可能性もある。
性とジェンダーは、少なくとも14世紀には同一の意味で使用されていたが、この使用法は1900年代後半までには一般的ではなかった。性科学者のジョン・マネーは、1955年に生物学的性別と性同一性の区別という概念を先駆的に考案した。マディソン・ベントリーはすでに10年前の1945年にジェンダーを「性の社会化された表側」と定義していた。マネーが当初考えたように、ジェンダーと性は生物学的要素と社会的要素の両方を含む単一のカテゴリーとして一緒に分析されるが、ロバート・ストーラーによる後の研究ではこの2つが分離され、性とジェンダーがそれぞれ生物学的カテゴリーと文化的カテゴリーとして指定された。ベントレー、マネー、ストーラーの研究以前は、ジェンダーという言葉は文法カテゴリーを指すためにのみ定期的に使用されていた。

## 議論
ジュディス・バトラーは、「生物学的で人為操作できないものとしてのセックス」と「文化によって構築されたものとしてのジェンダー」という二項対立の枠組み・区別を設定することに対する構造的な批判を試みた。バトラーは、「自然に由来する事実としてのセックス」とは、政治的・社会的な利害に寄与するため、さまざまな科学的言説によって自然な事実であるかのように作り上げられたものであると指摘し、本来は、セックスもジェンダーと同様、社会的に構築されたものであると指摘する。そして、ジェンダーを独立させて「言説・文化としてのジェンダー」を語ることによって、本来は社会的に構築されたものであるセックスが、「前-言説的」な自然の事実として受容されることになったと指摘する。